# Raphiocera syrphoides
Raphiocera syrphoides är en tvåvingeart som beskrevs av Macquart 1838. Raphiocera syrphoides ingår i släktet Raphiocera och familjen vapenflugor. Inga underarter finns listade i Catalogue of Life.